# Holopogon crinitus
Holopogon crinitus är en tvåvingeart som beskrevs av Martin 1959. Holopogon crinitus ingår i släktet Holopogon och familjen rovflugor.
Artens utbredningsområde är Kalifornien. Inga underarter finns listade i Catalogue of Life.